# نبرد ۲۰۱۲ حماة
نبرد ۲۰۱۲ حماة نبردی بود که در دوران جنگ داخلی سوریه در تاریخ ۱۶ دسامبر ۲۰۱۲ توسط ارتش آزاد سوریه به منظور تصرف استان حماه به راه افتاد. این نبرد پس از حمله متقابل ارتش سوریه متوقف شد و معارضان تنها موفق به تصرف چند شهر و روستا در منطقه شمالی استان شدند.

## شرح نبرد
شورای نظامی معارضان حمات ۱۶ دسامبر ۲۰۱۲ اعلامیه آغاز این نبرد را منتشر کرد و از نیروهای دولتی حاضر استان خواست تا خود را ظرف ۴۸ ساعت تسلیم ارتش آزاد سوریه کنند. پس از دو روز دیدبان حقوق بشر سوریه و قاسم سعدالدین، از فرماندهان ارشد ارتش آزاد در حمات، اعلام کردند که نیروهای دولتی شهرهای کوچک حلفایا، کفر نبوده، حیالین الغاب، حسریه، الطامنه، طیبه الامام، و کفر زیتا را تخلیه کردند و بدین ترتیب کنترل مناطق غربی و شمالی استان و همچنین شمال شهر حمات به دست معارضان افتاد. معارضان حاضر در استان ادلب نیز از شهرهای معره نعمان و جسرالشغور نیز بدون این که با کوچک‌ترین مقاومتی روبه رو شوند به سمت استان حمات حرکت کردند. بدین ترتیب شورشیان در عرض ۴۸ ساعت خطوط ارتش سوریه در شمال شهر حمات را از بین بردند. پس از آن معارضان مواضع ارتش سوریه در مناطق خان شیخون و محرده را هدف قرار دادند.
۲۰ دسامبر معارضان بخشی از شهر مورک واقع در حاشیه حمات را تصرف کردند و شهرهای علوی نشین معان و الطلیسیه را مجبور به تسلیم شدن کردند.
۲۳ دسامبر به گزارش دیدبان حقوق بشر سوریه حدود ۳۰۰ نفر از مردم حلفایا که در صف نانوایی ایستاده بودند در اثر بمباران هواپیماهای ارتش سوریه کشته شدند. دولت سوریه کشته شدن شمار زیادی از غیرنظامیان را تأیید کرد اما معارضان را مسئول کشتار آنان خواند.
۳۰ دسامبر ارتش کنترل شهر استراتژیک مورک را پسگرفت.